# مجلة الفتح
الفتح كانت مجلة سياسية أسبوعية كانت موجودة بين عامي 1926 و1948 في القاهرة، مصر. وتشتهر المجلة بمؤسسها ورئيس تحريرها محب الدين الخطيب، وبدورها في تعريف حسن البنا ، مؤسس جماعة الإخوان المسلمين ، بالحياة السياسية المصرية. وأطلقت على نفسها اسم مرآة العالم الإسلامي. 

## التاريخ والملف الشخصي
تأسست الفتح على يد مجموعة من الإسلاميين منهم محب الدين الخطيب، وأحمد تيمور باشا، وأبو بكر يحيى باشا، وعبد الرحمن قرعة، ومحمد الخضر حسين، وعلي جلال الحسيني. ومن بينهم أحمد تيمور باشا الذي قدم الدعم المالي للمجلة التي ظهر العدد الأول منها في 10 حزيران 1926. وكان ناشرها دار الصحافة السلفية التي أسسها ويرأسها محب الدين الكاتب في القاهرة. وكان أول رئيس تحرير لها هو عبد الباقي سرور، أحد علماء الأزهر. وفي وقت لاحق، حل محله محب الدين الخطيب في المنصب.
تم حل مجلة الفتح في عام 1948.

## المحتوى
كان هدف الفتح هو تقديم الأخبار والآراء حول العالم الإسلامي، ودحض الاتهامات الموجهة ضد الإسلام. وأصبحت المجلة وسيلة إعلامية مهمة للفكر الإسلامي الحديث والفكر العربي. كانت إحدى المطبوعات المصرية التي أفادت بتأسيس جمعية الشبان المسلمين، السلف لجماعة الإخوان المسلمين، في عام 1928. بالإضافة إلى ذلك، كانت المجلة بمثابة دعاية للجماعة حتى تشرين الأول 1929 عندما أطلقت الجماعة منشورها الخاص بعنوان مجلة الشبان المسلمين. وفي ثلاثينيات القرن العشرين هاجمت مجلة الفتح المنظمات التبشيرية المسيحية حيث كانت هذه المنظمات متواجدة في العالم الإسلامي محاولةً نشر المسيحية. منذ عام 1931 بدأت المجلة في الترويج لجماعة الإخوان المسلمين من خلال نشر إعلانات صغيرة. وتوسع دور المجلة لتصبح بمثابة الناطق باسم الحركة السلفية الحداثية بعد إغلاق مجلة المنار التي أسسها رشيد رضا في عام 1936. ومع هذا الدور الجديد زاد تداول الفتح في الدول العربية. ومع ذلك، كان نهج الفتح تجاه السلفية أكثر شعبية بكثير مقارنة بنهج المنار. كما تناولت الفتح أيضًا الأحداث المتعلقة بالمسلمين المقيمين في البلدان غير العربية أو الإسلامية مثل الهند وأوروبا. ويرجع ذلك جزئيًا إلى التغطية الواسعة التي حظيت بها المجلة حيث كان لها قراء في لندن.

## المساهمون
نشر حسن البنا خمسة عشر مقالة في المجلة في الفترة من 1928 إلى 1930 قبل أن تبدأ الإخوانية في إصدار منشوراتها الخاصة. وفي هذه المقالات، التي نشر بعضها على الصفحة الأولى من المجلة، عرض رؤيته حول حركة الإخوان المسلمين. ساهمت هذه المنشورات في الاعتراف به كزعيم مميز في العالم الإسلامي. ومن بين المساهمين الرئيسين الآخرين في الفتح أحمد محمد شاكر، ومحمود محمد شاكر، وشكيب أرسلان، ومصطفى صادق الرافعي، ومصطفى صبري، وعلي الطنطاوي، وزكي كرم، وتقي الدين الهلالي وكان بعضهم يعيش في أوروبا. هاجم هؤلاء الكتاب أفكار طه حسين الذي انتقد الشعر الجاهلي حيث تبنى آراء ذات أصول غربية، واعتمد على الاستشراق في نظرته للأدب العربي. أما الشخصيات السياسية والأدبية الأخرى التي تعرضت لانتقادات من المساهمين في الفتح فكانوا أحمد لطفي السيد، وسلامة موسى، وتوفيق الحكيم، وحسين فوزي، وميشيل عفلق، ومحمود عزمي، وإسماعيل أدهم. بالإضافة إلى ذلك، اصطدمت الفتح مع هيئة تحرير نور الإسلام، إحدى وسائل الإعلام التابعة للأزهر.
ولم يقتصر مساهمو "الفتح" على العرب فحسب، بل كان بها أيضًا محرر مسلم صيني، هو بدر الدين هاي ويليانغ، الذي ظلت مقالاته تُنشر حتى عام 1937.